# Cornufer hedigeri
Espèce
Synonymes
- Cornufer guppyi Boulenger, 1884
- Platymantis guppyi (Boulenger, 1884)

Statut de conservation UICN

 LC : Préoccupation mineure
Cornufer hedigeri est une espèce d'amphibiens de la famille des Ceratobatrachidae.

## Répartition
Cette espèce est endémique de l'archipel des îles Salomon. Elle se rencontre à Bougainville en Papouasie-Nouvelle-Guinée et à Choiseul, à Santa Isabel, à Guadalcanal et à Malaita aux Salomon.

## Description
L'holotype mesure 68 mm.

## Taxinomie
Cette espèce était originellement nommée Cornufer guppyi en l'honneur de Henry Brougham Guppy mais ce nom était préoccupé par Cornufer guppyi (Boulenger, 1884) ex Rana, il a donc été remplacé par Cornufer hedigeri.

## Étymologie
Cette espèce est nommée en l'honneur de Heini Hediger.

## Publications originales
- Boulenger, 1884 : Diagnoses of new reptiles and batrachians from the Solomon Islands, collected and presented to the British Museum by H. B. Guppy, Esq., M.B., H.M.S. Lark. Proceedings of the Zoological Society of London, vol. 1884, p. 210-213 (texte intégral).
- Brown, Siler, Richards, Diesmos, & Cannatella, 2015 : Multilocus phylogeny and a new classification for Southeast Asian and Melanesian forest frogs (family Ceratobatrachidae). Zoological Journal of the Linnean Society, vol. 174, p. 130–168.